# جزيرة بينينجات
جزيرة بينينجات هي جزيرة في مقاطعة جزر رياو في إندونيسيا. تقع قبالة جزيرة بنتان، بالقرب من تانجونغ عاصمة مقاطعة جزر رياو. وهي جزيرة صغيرة تبعد حوالي 6 كم عن بلدة تانجونغ بمقاطعة جزر رياو. وتبلغ مساحة هذه الجزيرة حوالي 2500 متر × 750 متر، وتبعد حوالي 35 كم عن جزيرة باتام. يمكن الوصول إلى هذه الجزيرة باستخدام قارب أو ما يُعرف بقارب بومبونغ، وتستغرق حوالي 15 دقيقة بالسيارة.
للجزيرة أهمية تاريخية، يعود تاريخها إلى القرن الثامن عشر، عندما أسسها البوقس كحصن تابع لسلطنة جوهر-رياو. تحتوي الجزيرة على العديد من قبور المشاهير مثل قبر راج علي حاج بن راج أحمد المؤرخ والباحث الإسلامي في القرن التاسع عشر.
بها الجامع الكبير الذي أنشأه السلطان عبد الرحمن معظم شاه في عام 1823م الذي لا يزال موجودًا حتى يومنا هذا.